# 明治薬学専門学校 (旧制)
| 明治薬学専門学校 （明治薬専） | 明治薬学専門学校 （明治薬専） |
| ----------------------------- | ----------------------------- |
| 創立                          | 1923年                        |
| 所在地                        | 東京府麹町区中六番町          |
| 初代校長                      | 恩田重信                      |
| 廃止                          | 1951年                        |
| 後身校                        | 明治薬科大学                  |
| 同窓会                        | 明薬会                        |

明治薬学専門学校（めいじやくがくせんもんがっこう）は1923年（大正12年）に設立された日本の旧制薬学専門学校。明治薬科大学の旧制前身校の一つ。本項では「東京薬学専門学校」など前身諸校を含め記述する。

## 概要
1902年（明治35年）に設立された「東京薬学専門学校」を源流とする。「神田薬学校」、「明治薬学校」を経て「明治薬学専門学校」が設立された。その後「東京女子薬学専門学校」が併設され、両校は新制大学の「明治薬科大学」となった。

## 沿革

### 東京薬学専門学校時代
- 1902年恩田重信によって東京薬学専門学校設立（神田区三崎町）
  - 修業年限1年半の夜学として開校
- 1904年　専門学校令の公布により神田薬学校と改称
  - 専門学校令の要件には不足したため
- 1906年　明治薬学校と改称
- 1907年　麹町区紀尾井町に移転
- 1919年　麹町区中六番町に移転
- 1920年　甲種薬学校（修業年限3年）へ移行

### 明治薬学専門学校時代
- 1923年　専門学校令に準拠した学校として明治薬学専門学校設立
- 1924年　豊多摩郡代々幡町幡ヶ谷に移転
- 1930年　荏原郡駒沢町野沢北丸の明大駒沢運動場跡地に移転[1]
- 1949年　新制大学の明治薬科大学として認可

## 歴代校長
東京薬学専門学校
- 恩田重信；1902年

神田薬学校
- 詳細不明

明治薬学校
- 詳細不明

明治薬学専門学校
- 恩田重信；1923年3月 - 1932年4月
- 高橋三郎；1932年4月 - 1941年1月
- 福田好輔；1941年1月 - 1942年11月
- 安香愛二；1943年1月 - 1946年12月
- 平野四郎；1946年12月 - 1949年4月